# Kościół św. Piotra i Pawła w Skrzynkach
Kościół św. Piotra i Pawła w Skrzynkach – kościół parafialny przynależny diecezji włocławskiej i dekanatu kowalskiego. Kościół jest położony w województwie Kujawsko-Pomorskim, powiecie Włocławskim i w gminie Baruchowo.
Świątynia została zbudowana w 1958 roku jako owczarnia. W dniu 8 czerwca została poświęcona przez dziekana kowalskiego i w ten sposób zaczęła służyć wiernym okolicznych miejscowości. W 1970 roku biskup Jan Zaręba utworzył przy kaplicy ośrodek duszpasterski, a w dniu 2 lutego 1972 roku erygował parafię. W ten sposób owczarnia (ciągle jeszcze nie zatwierdzona przez władze państwowe) zaczęła pełnić rolę kościoła parafialnego. W dniu 16 października 2014 roku została zakończona przebudowa prezbiterium, w którym ksiądz biskup Wiesław Mering dokonał konsekracji nowego ołtarza. Od tego czasu jest to kościół parafialny z prawdziwego zdarzenia. Data nie została wybrana przypadkowo, ponieważ w czasie konsekracji ołtarza zostały przekazane parafii relikwie świętego Jana Pawła II.